# Liste de miniștri români
Liste de miniștri români:
- Lista prim-miniștrilor României

- Lista miniștrilor apărării naționale ai României
- Lista miniștrilor români de externe
- Lista miniștrilor români de finanțe
- Lista miniștrilor români de interne
- Lista miniștrilor români de justiție

Miniștri ai privatizării:
- Sorin Dimitriu -

Miniștri ai reformei:
- Ilie Șerbănescu -